# Economia de Honduras
Honduras é o segundo país mais pobre da América Central e um dos mais pobres do Ocidente, e sofre com uma distribuição de renda bastante ruim e também com um elevado subemprego. A agricultura é um ponto importante em sua economia, empregando quase dois terços de sua mão de obra. Os principais produtos da pauta de exportações são: café, banana e camarão.
O país depende consideravelmente da economia dos Estados Unidos, para onde vão 70% de suas exportações e de onde se originam mais de 50% de suas importações.

## Setor primário

### Agricultura
Honduras produziu, em 2018, 5,5 milhões de toneladas de cana-de-açúcar, 2,5 milhões de toneladas de óleo de palma, 771 mil toneladas de banana e 481 mil toneladas de café, sendo estas suas culturas principais. Além disto, produziu 704 mil toneladas de milho, 261 mil toneladas de laranja, 293 mil toneladas de melão, 127 mil toneladas de feijão e 81 mil toneladas de abacaxi, além de produções menores de outros produtos agrícolas como melancia, batata, tomate, repolho, grapefruit, sorgo etc. 